# Les Yeux verts
Pour les articles homonymes, voir Œil Vert.
Les Yeux verts est un recueil de textes de Marguerite Duras parus tout d'abord dans le no 312-313 de juin 1980 des Cahiers du cinéma avant de faire l'objet d'une nouvelle édition en livre, le 1er mars 1987 aux éditions Cahiers du cinéma. 

## Historique
En 1979, l'équipe des Cahiers du cinéma a proposé une carte blanche à Marguerite Duras pour un double numéro. Écartant l'idée de reprendre les rubriques habituelles, elle en a occupé tout l'espace par des textes, des chroniques, des reprises d'interviews données ou faites par elle, des considérations sur le cinéma, la littérature, la politique... Le texte de la page 45 (dans l'édition de juin 1980) porte le titre Pour Jean-Pierre Ceton, Les Yeux verts.
La publication en livre contient de nouveaux textes et entretiens, ainsi que des photos supplémentaires.

## Éditions
- Éditions Cahiers du cinéma, 1987  (ISBN 978-2-86642-048-2).